# Geraldina Guerra Garcés
Geraldina Guerra Garcés (1975-) es una experta en la sociedad civil ecuatoriana y una activista por los derechos de las mujeres. Tras casi dos décadas de dedicación, hoy es la presidenta de la Asociación Latinoamericana de Desarrollo Alternativo (ALDEA) y la coordinadora de la Red Nacional de Casas de Acogida para Mujeres, enfocada en mejorar la equidad racial, social y de género. En 2022, la BBC la reconoció entre las 100 mujeres más influyentes e inspiradoras del mundo.  

## Biografía
Geraldina Guerra Garcés nació en 1975 durante la dictadura militar. Es hija de Edmundo Guerra Vivero, sindicalista del sector público, que fundó en Quito la corporación y editorial El Conejo junto a otros compañeros. No ha trascendido el nombre de su madre. 
Creció en un ambiente donde las abuelas materna y paterna eran poderosas e independientes y los hombres realizaban tareas domésticas. Desde pequeña escuchaba cuestionamientos a un poder militar que dejó a la sociedad empobrecida y fomentó una organización social en torno a los hombres.
Se licenció en Comunicación Social y en Migración y Desarrollo por FLACSO. Asimismo, es una investigadora independiente y una figura destacada en la acción social. Formó parte de Corporación Mujer a Mujer, donde trabajó con víctimas de violencia y con equipos encargados de acompañamiento psicológico y social. Como activista, defiende una sociedad donde no haya violencia perpetrada contra mujeres y niños.
Guerra Garcés coordina el registro de feminicidios en la sociedad civil ecuatoriana, en un país donde cada 23 horas una mujer es víctima de femicidio. Su activismo se centra en la protección de los derechos de las mujeres y los niños así como la defensa de las víctimas de la violencia.  

### Cartografías de la Memoria
Entre otras cosas, Guerra Garcés es la fundadora de Cartografías de la Memoria, una iniciativa que se especializa en crear "mapas de vida" para mantener viva la memoria de las víctimas de los feminicidios y provocar un cambio en las actitudes culturales. Guerra Garcés registra casos de asesinatos de mujeres por razones de género en la Alianza Feminista para el Mapeo de Femi(ni)cidios en el Ecuador. En base a los distintos indicios de violencia, esta alianza recopila en una base de datos los reportes de las 24 provincias del país de cuántos presuntos feminicidos se llevan a cabo cada mes.Los datos se contrastan posteriormente con los recogidos por la Fiscalía.
Como coordinadora de la Red Nacional de Casas de Acogida para mujeres, se centra en brindar atención integral a mujeres y sus hijos que viven violencia machista. Como activista, también mapea casos para la Red Latinoamericana contra la Violencia de Género.
Reconocimiento internacional
En diciembre de 2022, la BBC News reconoció a Geraldina Guerra Garcés como una de las 100 mujeres más influyentes e inspiradoras del mundo.  Este tributo destaca el rol central de las mujeres en conflictos en el mundo.Entre otras mujeres destacadas el mismo año se encuentran Lina Abu Akleh, de Territorios Palestinos; Shireen Abu Akleh, corresponsal de Al Jazeera asesinada en Cisjordania; Aye Nyein Thu, médica de Myanmar; Sandy Cabrera Arteaga, activista feminista honduraña por los derechos sexuales y reproductivos; y María Fernanda Castro Maya, activista mexicana por las personas con discapacidad.